# Петър Патриций
Петър Патриций (на латински: Petrus Patricius; на гръцки: Πέτρος ὁ Πατρίκιος) е висшестоящ източноримски администратор, дипломат и историк от VI век. Добре образован и успешен адвокат, той многократно е изпращан като посланик в Остготското кралство преди началото на Готската война от 535 – 554 година. Въпреки дипломатическите си усилия, Петър не успява да предотврати войната и е затворен от остготите в Равена за няколко години. След освобождението си, в 539 година Петър е назначен за магистър на официите, глава на имперския секретариат, пост, който той държи безпрецедентно в продължение на 26 година. Като магистър на официите Петър е един от водещите министри на император Юстиниан I, играещ важна роля в религиозната политика на императора и в отношенията на Империята със Сасанидската империя, особено при преговорите за Дарския мир от 562 години, който слага край на двадесетгодишната Лазка война. Историческите произведения на Петър Патриций, макар и оцелели само във фрагменти, са първостепенен източник за ранните византийски церемонии и за дипломатическите отношения между Византийската империя и Сасанидска Персия.

## Биография

### Посланик при остготите
Петър е роден около 500 година в македонския град Солун, Източната Римска империя. Според Прокопий Кесарийски е от илирийски произход, но според Теофилакт Симоката произходът му е от Солахон край Дара в Месопотамия. След като учи право, Петър започва успешна кариера като адвокат в столицата Константинопол и успява да привлече вниманието на императрица Теодора. В 534 година, заради ораторските си умения, Петър е назначен за послани в Остготския кралски двор в Равена. Там се развива властова борба между кралица Амалазунта, регентка на младия крал Аталарих и нейния братовчед Теодахад. След смъртта на Аларих, Теодахад узурпира трона, затваря Амалазунта и изпраща пратеници до Юстиниан I с молба за признаване. Петър, на път за Италия, посреща пратениците в Авлона и известява за събитията императора в Константинопол, искайки нови инструкции. Юстиниан I му заповядва да предаде послание на Теодахад, че Амалазунта е под императорска протекция и не трябва да пострада. При пристигането на Петър в Италия, Амалазунта обаче е убита. Разказът на Прокопий в „Готската война“ тук е двусмислен, но в „Тайната история“, той откровено твърди, че убийството на Амалазунта по инструкции от императрица Теодора, която я е смятала за потенциална съперница за вниманието на Юстиниан. Каквито и уверения да са дадени тайно от Теодора на Теодахад, публично Петър заклеймява силно убийството и обявява, че в резултат на него ще има „война без примирие между императора и тях“.
След това Петър се връща в Константинопол с писма от Теодахад и Римския сенат до императорската двойка с молби за мирно разрешаване на проблема, но преди да стигне до столицата, император Юстиниан I вече е решил да води война и подготвя силите. Вследствие Петър се връща в Италия през лятото на 535 година с ултиматул: войната може да бъде избегната, само ако Теодахад абдикира и върне Италия под имперско управление. Скоро след това следват византийски офанзиви в две посоки срещу крайните области на Остготското кралство: Велизарий овладява Сицилия, докато Мунд нахлува в Далмация. При тези новини Теодахад изпада в отчаяние и Петър успява да изтръгне от него дългосрочни отстъпки: Сицилия да бъде предадена на Империята, властта на остготските крале в Италия да бъде значително ограничена, годишно да бъде изпращана златна корона и 3000 мъже за имперската армия като данък. Теодахад обаче, страхувайки се, че първото му предложение ще бъде отхвърлено, казва на Петър да предложи и предаването на цяла Италия, но го кара да се закълне, че ще го направи, само ако първоначалните предложения не се приемат. Император Юстиниан наистина отхвърля първото предложение и с удоволствие чува второто. Петър заедно с Атанасий е изпратен обратно в Италия с писма до Теодахад и готските благородници и известно време изглежда сякаш люлката на Римската империя ще се върне мирно в имперски ръце. При пристигането си в Равена обаче, византийските пратеници намират Теодахад в различно разположение на духа. Подкрепен от готските благородници и с насърчен от успехите срещу Мунд в Далмация, готският крал решава да се съпротивлява и затваря посланиците.

### Магистър на официите
Петър остава затворник в Равена три години. Освободен е в юни/юли 539 година от новия готски крал Витигис в замяна на готските посланици до Сасанидската империя, заловени от византийците. Като награда за службата му Юстиниан I дава на Петър една от най-високите държавни служби – Магистър на официите (magister officiorum), началник на дворцовия секретариат, схолариите, тоест императорската гвардия, Cursus publicus и Agentes in rebus. Петър остава на този пост 26 последователни години, много повече от всеки друг преди или след него. По същото време или скоро след това той е въздигнат до висшия ранг патриций и най-висшия сенаторски ранг gloriosissimus (преславен). Също така му е дадена почента консулска титла. Като магистър Петър Патриций участва в дискусиите със западните епископи в 548 година по Спора за трите глави, и няколко пъти е изпращан като пратеник в 551 – 553 до папа Вигилий, който се противопоставя на императора по този въпрос. Петър е засвидетелстван и като участник на Втория Константинополски събор през май 553 година.
През 550 година Петър Патриций е изпратен от император Юстиниан да преговаря за сключването на мирен договор със Сасанидска Пердия. Тази роля поема отново в 561 година, когато се среща с персийския пратеник Изед Гушнап в Дара, за да сложат край на Лазката война. След като постигат споразумение за персийско оттегляне от Лазика и определят границата между двете страни в Армения, двамата сключват 50-годишен мир между двете империи и съюзниците им. Годишните римски субсидии за Персия се възстановяват, но размерът им е свален от 500 на 420 фунта злато. Другите клаузи регулират трансграничната търговия, която се ограничава само до два града – Дара и Низибис, връщането на бежанците и защитата на съответните религиозни малцинства – християните в Персийската империя и зороастрийците в Римската. В замяна на персийското съгласие със съществуването на Дара, чието изграждане води до Анастасиевата война от 502 – 506 година, византийците се съгласяват да ограничат войските си там и да преместят оттам седалището на магистър милитум за Изтока. Тъй като остават несъгласия за двете гранични области – Свания и Амброс, през пролетта на 562 година Петър отново пътува до Персия, за да преговаря директно с персийския шах Хосров I Ануширван, но без резултат. След това той се връща в Константинопол, където умира след март 565 година.
Синът му Теодор Кондохер, наречен Кондохер или Зетонумий, го наследява като магистър на официите в 566 година, след като за кратко офисът е в ръцете на квестора на свещения дворец Анастасий. Той остава на поста допреди 576 година, когато е назначен за комит на свещеното съкровище. В същата година води неуспешно посолство до Персия, за да спре течащата война за Кавказ.

## Оценка на съвременниците
Като една от водещите фигури на времето си Петър е противоречива фигура и получава коренно различни оценки от съвременниците си. За Йоан Лид, среден бюрократ от преторианската префектура на Изтока, Петър е пример за всички добродетели – твърд, но справедлив администратор и добър човек. Прокопий също така подчертава добрия му характер и желанието да избягва нанасянето на обиди, но в същото време го обвинява в „ограбване на схолариите“, като го нарича „най-големият крадец на света и абсолютво изпълнен със срамна алчност“, както и в убийството на Амалазунта.
Още от началото на кариерата си Петър е известен със своите познания, страстта му към четене и дискусиите с учените. Като оратор той е речовит и убедителен – Прокопий го нарича „надарен от природата със способност да убеждава хората“, а Касиодор, който е свидетел на посланичествата му остготския двор, също го възхвалява като „vir eloquentissimus“ и „disertissimus“ (най-речовит мъж) и „sapientissimus“ (най-мъдър). От друга страна, историкът от VI век Менандер Протектор, който разчита на писанията на Петър за собствената си история, го обвинява в самохвалство и във фалшифициране на историята, за да преувеличи своята роля в преговорите с персийците.

## Творби
Петър е автор на три книги, които са запазени единствено във фрагменти: история на първите четири века на Римската империя, от смъртта на Юлий Цезар в 44 г. пр. Хр. до смъртта на император Констанций II в 361 година, от която са запазени само фрагменти; история на службата магистър на официите от основаването ѝ при император Константин Велики (306 – 337) до времето на император Юстиниан I, съдържаща списък на лицата, заемали я и описание на различни имперски церемонии, някои от които влизат в глави 84 – 95 от първия том на трактата от X век „За церемониите“ на император Константин VII Багренородни (913 – 959); разказ за дипломатическата му мисия в Персийската империя в 561 – 562, който е използван като източник от Менандър Протектор. В миналото на Петър се приписва и авторството на „За политическата наука“, шесттомен трактат от VI век върху политическата теория, разчитащ силно на класически текстове като Платоновата „Държава“ и Цицероновата „За държавата“. Този трактат също е запазен единствено във фрагменти.
Петър е първият римски автор, който пише за имперските церемонии, започвайки традиция, която продължава до XIV век. Историите му са важен исторически извор – например неговите писания единствени са запазили условията на Римско-персийския договор от 298 година между Галерий и Нарсе.
„The Lost History of Peter the Patrician“, публикувана от „Рутледж“ в 2015 година е анотиран превод от гръцки от Томас М. Банчич на фрагментите от Петровата „История“, включително и допълнителни фрагменти, които дотогава са смятани за дело на така наречения Анонимен продължител на римския историк Касий Дион.

### Цитати
1. 1 2 3 4 5  
Kazhdan 1991, с. 1641.
2. 1 2  
Martindale, Jones & Morris 1992, с. 994.
3. ↑  
Bury 1923, с. 161 – 164.
4. ↑  
Bury 1923, с. 164 – 166.
5. 1 2  Procopius. De Bello Gothico, I.4.
6. ↑  
Bury 1923, с. 168 – 169.
7. ↑  
Bury 1923, с. 172 – 173.
8. ↑  
Bury 1923, с. 173 – 175.
9. ↑  
Bury 1923, с. 206.
10. ↑  
Kazhdan 1991, с. 1267.
11. ↑  
Lee 1993, с. 43.
12. ↑  
Martindale, Jones & Morris 1992, с. 996.
13. 1 2  
Martindale, Jones & Morris 1992, с. 996 – 997.
14. ↑  
Evans 1996, с. 259; 
Dignas & Winter 2007, с. 144 – 148.
15. 1 2  
Martindale, Jones & Morris 1992, с. 997.
16. ↑  
Martindale, Jones & Morris 1992, с. 997 – 998.
17. ↑  
Martindale, Jones & Morris 1992, с. 1255 – 1256.
18. ↑  Procopius. Secret History, XXIV.24.
19. 1 2  
Martindale, Jones & Morris 1992, с. 998.
20. ↑  Procopius. De Bello Gothico, I.3.
21. 1 2  
Maas 2005, с. 390.
22. ↑  
Kazhdan 1991, с. 596, 1641.
23. ↑  
Kazhdan 1991, с. 1629 – 1630.
24. ↑  
Dignas & Winter 2007, с. 122.